# 翁長雄志
翁長雄志（日语：／ Onaga Takeshi，1950年10月2日—2018年8月8日），日本政治人物，曾任沖繩縣知事。
曾擔任那霸市議會議員（2期）、沖繩縣議會議員（2期）、沖繩縣那霸市長（4期）等職。2005年，那霸市與中國福州市結為姐妹城市之際，作為時任那霸市長的他，獲授福州市政府「福州市榮譽市民」的稱號。2014年11月16日，當選沖繩縣知事。因美军基地衍生出犯罪、事故、噪音等一系列问题，翁長雄志任內強烈要求美軍基地搬出沖繩。就任后就宣布，取消前任知事允許在边野古地区新建美军基地的行政许可。日本中央政府随后就翁长雄志此举向法院提起诉讼。日本最高法院于2016年底裁定翁長雄志取消行政许可的决定违法，翁长雄志和冲绳县政府一方败诉。
琉球唐姓為顧，其祖先是琉球王國時代首里士族，為顧天祐（久志里之子助眞，顧氏支流顧氏翁長家開基祖）之後裔。父是原沖繩縣真和志村村長翁長助靜。其長兄為沖繩縣副知事、沖繩縣議會議員翁長助裕。

## 經歷
- 1950年（昭和25年） - 在那霸市（舊真和志村（日语：真和志村））大道出生，為翁長助静第三子。
- 1963年（昭和38年） - 那霸市立大道小学校卒業
- 1966年（昭和41年） - 那霸市立真和志中学校（18期）畢業
- 1971年（昭和44年） - 沖繩縣立那霸高等學校（22期）畢業
- 1975年（昭和50年） - 法政大学法学部法律学科畢業
- 1985年（昭和60年） - 首次當選那霸市議会議員（1期）
- 1989年（平成元年） - 再度當選那霸市議会議員（2期）
- 1992年（平成4年） - 首次沖繩縣議會議員（1期）
- 1996年（平成8年） - 再度當選沖繩縣議會議員（2期）
- 2000年（平成12年） - 就任第28代那霸市長（1期）
- 2004年（平成16年） - 就任第29代那霸市長（2期）
- 2008年（平成20年） - 就任第30代那霸市長（3期）
- 2012年（平成24年） - 就任第31代那霸市長（4期）
- 2014年（平成26年）
  - 10月3日 - 參加沖繩縣知事選舉，作為候選人之一，辭去那霸市長之職[8]。
  - 12月10日 - 仲井真弘多的任期結束，翁長雄志正式就任第7代沖繩縣知事（1期）。
- 2015年（平成27年）
  - 4月4日 - 翁長隨「日本國際貿易促進會」前往北京訪問，期間拜會中國國務院總理李克強。提及琉球王國與中國的歷史情誼，希望加強那霸與福建兩地的經濟交流。
- 2018年（平成30年）
  - 8月8日 - 因胰腺癌於浦添綜合醫院去世，享壽67歲[1]。